# Monaco ePrix 2017
Der Monaco ePrix 2017 (offiziell: 2017 FIA Formula E Monaco ePrix) fand am 13. Mai auf dem Circuit de Monaco in Monte Carlo statt und war das fünfte Rennen der FIA-Formel-E-Meisterschaft 2016/17. Es handelte sich um den zweiten Monaco ePrix, das Rennen kehrte nach 2015 in den Rennkalender der FIA-Formel-E-Meisterschaft zurück.

## Bericht

### Hintergrund
Nach dem Mexiko-Stadt ePrix führte Sébastien Buemi in der Fahrerwertung mit fünf Punkten vor Lucas di Grassi und mit 30 Punkten vor Nicolas Prost. In der Teamwertung hatte Renault e.dams 31 Punkte Vorsprung auf ABT Schaeffler Audi Sport und 79 Punkte Vorsprung auf DS Virgin Racing.
Im Vergleich zum Rennen 2015 erhöhte sich die Renndistanz um vier Runden auf 51, da die Strecke zudem fünf Meter länger wurde, erhöhte sich die Renndistanz von 82,72 km auf 90,015 km.
Mit Buemi startete ein ehemaliger Sieger zu diesem Rennen.
Buemi, di Grassi und Stéphane Sarrazin erhielten einen sogenannten FanBoost, sie durften die Leistung ihres zweiten Fahrzeugs einmal auf bis zu 200 kW erhöhen und so bis zu 100 Kilojoule Energie zusätzlich verwenden. Buemi und di Grassi erhielten den fünften FanBoost im fünften Saisonrennen und den jeweils zwölften in der FIA-Formel-E-Meisterschaft, für Sarrazin war es der erste FanBoost der Saison.

### Training
Im ersten freien Training war Buemi mit einer Rundenzeit von 52,795 Sekunden Schnellster vor Prost und Sarrazin. Das Training wurde zwei Minuten vor dem Ende abgebrochen, nachdem Felix Rosenqvist mit Oliver Turvey kollidiert war.
Auch im zweiten freien Training war Buemi Schnellster, dieses Mal in 52,729 Sekunden, vor Sam Bird und di Grassi.

### Qualifying
Das Qualifying begann um 12:00 Uhr und fand in vier Gruppen zu je fünf Fahrern statt, jede Gruppe hatte sechs Minuten Zeit, in der die Piloten maximal eine gezeitete Runde mit einer Leistung 170 kW und anschließend maximal eine gezeitete Runde mit einer Leistung von 200 kW fahren durften. Jean-Éric Vergne war mit einer Rundenzeit von 53,286 Sekunden Schnellster.
Die fünf schnellsten Fahrer fuhren anschließend im Superpole genannten Einzelzeitfahren die ersten fünf Positionen aus. Buemi sicherte sich mit einer Rundenzeit von 53,313 Sekunden die Pole-Position und damit drei Punkte. Die weiteren Positionen belegten di Grassi, Vergne, Nelson Piquet jr. und Maro Engel.
Loïc Duval wurde im Anschluss an das Qualifying disqualifiziert, da er mehr als die erlaubte Anzahl an Runden fuhr.

### Rennen
Das Rennen ging über 51 Runden. Beim Start blieb Sarrazin stehen, er nahm das Rennen mit Verspätung auf und fiel ans Ende des Feldes zurück. Beim Anbremsen der ersten Kurve kam es auf der Innenbahn zu einem Auffahrunfall, Daniel Abt fuhr auf José María López auf, der seinerseits auf Rosenqvist auffuhr. Nick Heidfeld und Bird blieben bei der Anfahrt der ersten Kurve auf der Außenseite und gewannen so mehrere Positionen.
Am Ende der ersten Runde führte Buemi vor di Grassi, Piquet, Vergne, Heidfeld, Engel, Bird, Rosenqvist, Robin Frijns und López.
Buemi gelang es, sich an der Spitze abzusetzen. Auch di Grassi setzte sich von Piquet ab, der Vergne aufhielt. In der siebten Runde beging Bird einen Fahrfehler und schlug mit dem rechten Hinterrad in die Streckenbegrenzung ein. Dabei brach die Radaufhängung, er fuhr in langsamer Fahrt an die Box zurück, wo die Mechaniker versuchten, die Radaufhängung zu reparieren. Er verlor dadurch drei Runden.
In der neunten Runde zeigte die Rennleitung López die Spiegelei-Flagge, da sich Front- und Heckflügel, die bei der Startkollision beschädigt wurden, gelöst hatten. Auch er verlor mehr als eine ganze Runde bei der Reparatur.
In Runde 14 überholte Abt Frijns beim Anbremsen von Kurve drei und lag nun auf dem achten Platz. Bird, der mittlerweile das Fahrzeug gewechselt hatte, fuhr die bis dahin schnellste Runde des Rennens.
Vergne setzte Piquet immer mehr unter Druck und versuchte mehrfach, in Kurve drei vorbeizugehen. In Runde 21 setzte er sich auf der Außenseite neben Piquet, der jedoch nicht nachgab. Die Fahrzeuge kollidierten und Vergne schlug in Kurve vier in die Streckenbegrenzung ein, für ihn war das Rennen mit gebrochener Radaufhängung beendet. Piquet fuhr weiter, musste jedoch Heidfeld passieren lassen. Die Rennleitung schickte zur Bergung von Vergnes Fahrzeug das Safety Car auf die Strecke. 
Dies nutzten Mitch Evans, Duval, Jérôme D’Ambrosio, Adam Carroll und Sarrazin zum Fahrzeugwechsel in Runde 21, die Mindestzeit für den Fahrzeugwechsel lag bei 53 Sekunden. In der folgenden Runde wechselten alle übrigen Fahrer ihr Fahrzeug.
Nach den Boxenstopps führte Buemi vor di Grassi, Heidfeld, Piquet, Engel, Rosenqvist, Abt, Frijns, Esteban Gutiérrez und António Félix da Costa.
In Runde 29 blieb D’Ambrosio auf der Strecke stehen, es gelang ihm jedoch, den Wagen erneut zu starten und an die Box zu fahren. Bird fuhr kurz darauf erneut die schnellste Runde des Rennens.
Di Grassi verfügte in der Endphase des Rennens noch über mehr Energie als Buemi, so dass er den Rückstand verkürzte und in der letzten Runde unmittelbar hinter Buemi lag. Es gelang ihm jedoch nicht mehr, einen Angriff zu starten. Félix da Costa erhielt nachträglich eine Durchfahrtstrafe, die in eine 33-Sekunden-Zeitstrafe umgewandelt wurde, da er in der Boxengasse Turvey behindert hatte.
Buemi gewann vor di Grassi und Heidfeld. Die restlichen Punkteplatzierungen belegten Piquet, Engel, Rosenqvist, Abt, Gutiérrez, Nicolas Prost und Evans. Der Punkt für die schnellste Rennrunde ging an Bird.

## Meldeliste
Alle Teams und Fahrer verwendeten Reifen von Michelin.
| Team                            | Fahrzeug            | Nr. | Fahrer                 |
| ------------------------------- | ------------------- | --- | ---------------------- |
| Renault e.dams                  | Renault Z.E.16      | 08  | Nicolas Prost          |
| Renault e.dams                  | Renault Z.E.16      | 09  | Sébastien Buemi        |
| ABT Schaeffler Audi Sport       | ABT Schaeffler FE02 | 11  | Lucas di Grassi        |
| ABT Schaeffler Audi Sport       | ABT Schaeffler FE02 | 66  | Daniel Abt             |
| DS Virgin Racing Formula E Team | Virgin DSV-02       | 02  | Sam Bird               |
| DS Virgin Racing Formula E Team | Virgin DSV-02       | 37  | José María López       |
| Faraday Future Dragon Racing    | Penske 701-EV       | 06  | Loïc Duval             |
| Faraday Future Dragon Racing    | Penske 701-EV       | 07  | Jérôme D’Ambrosio      |
| Mahindra Racing Formula E Team  | Mahindra M3ELECTRO  | 19  | Felix Rosenqvist       |
| Mahindra Racing Formula E Team  | Mahindra M3ELECTRO  | 23  | Nick Heidfeld          |
| Venturi Formula E Team          | Venturi VM200-FE-02 | 04  | Stéphane Sarrazin      |
| Venturi Formula E Team          | Venturi VM200-FE-02 | 05  | Maro Engel             |
| Andretti Formula E              | Andretti ATEC-02    | 27  | Robin Frijns           |
| Andretti Formula E              | Andretti ATEC-02    | 28  | António Félix da Costa |
| Techeetah                       | Renault Z.E.16      | 25  | Jean-Éric Vergne       |
| Techeetah                       | Renault Z.E.16      | 33  | Esteban Gutiérrez      |
| NextEV NIO                      | NextEV 700R         | 03  | Nelson Piquet jr.      |
| NextEV NIO                      | NextEV 700R         | 88  | Oliver Turvey          |
| Panasonic Jaguar Racing         | Jaguar I-Type 1     | 20  | Mitch Evans            |
| Panasonic Jaguar Racing         | Jaguar I-Type 1     | 47  | Adam Carroll           |

## Klassifikationen

### Qualifying
| Pos.                                                                   | Fahrer                 | Team                            | Zeit     | Superpole | Start |
| ---------------------------------------------------------------------- | ---------------------- | ------------------------------- | -------- | --------- | ----- |
| 01                                                                     | Sébastien Buemi        | Renault e.dams                  | 0:53,413 | 0:53,313  | 01    |
| 02                                                                     | Lucas di Grassi        | ABT Schaeffler Audi Sport       | 0:53,556 | 0:53,550  | 02    |
| 03                                                                     | Nelson Piquet jr.      | NextEV NIO                      | 0:53,421 | 0:53,606  | 03    |
| 04                                                                     | Jean-Éric Vergne       | Techeetah                       | 0:53,286 | 0:53,756  | 04    |
| 05                                                                     | Maro Engel             | Venturi Formula E Team          | 0:53,397 | 0:55,013  | 05    |
| 06                                                                     | Felix Rosenqvist       | Mahindra Racing Formula E Team  | 0:53,609 | –         | 06    |
| 07                                                                     | José María López       | DS Virgin Racing Formula E Team | 0:53,666 | –         | 07    |
| 08                                                                     | Nick Heidfeld          | Mahindra Racing Formula E Team  | 0:53,687 | –         | 08    |
| 09                                                                     | Daniel Abt             | ABT Schaeffler Audi Sport       | 0:53,725 | –         | 09    |
| 10                                                                     | Sam Bird               | DS Virgin Racing Formula E Team | 0:53,729 | –         | 10    |
| 11                                                                     | Stéphane Sarrazin      | Venturi Formula E Team          | 0:53,846 | –         | 11    |
| 12                                                                     | Robin Frijns           | Andretti Formula E              | 0:54,034 | –         | 12    |
| 13                                                                     | Esteban Gutiérrez      | Techeetah                       | 0:54,097 | –         | 13    |
| 14                                                                     | Mitch Evans            | Panasonic Jaguar Racing         | 0:54,115 | –         | 14    |
| 15                                                                     | Oliver Turvey          | NextEV NIO                      | 0:54,552 | –         | 15    |
| 16                                                                     | António Félix da Costa | Andretti Formula E              | 0:54,631 | –         | 16    |
| 17                                                                     | Adam Carroll           | Panasonic Jaguar Racing         | 0:55,031 | –         | 17    |
| 18                                                                     | Nicolas Prost          | Renault e.dams                  | 0:55,081 | –         | 18    |
| 110-Prozent-Zeit: 0:58,615 min (bezogen auf Bestzeit von 0:53,286 min) |                        |                                 |          |           |       |
| –                                                                      | Jérôme D’Ambrosio      | Faraday Future Dragon Racing    | 1:00,636 | –         | 19    |
| DSQ                                                                    | Loïc Duval             | Faraday Future Dragon Racing    | 0:53,929 | –         | 20    |

Anmerkungen
1. ↑  Obwohl er sich nicht qualifiziert hatte, wurde D’Ambrosio erlaubt zu starten, da er im freien Training ausreichend schnell gewesen war.
2. ↑  Duval wurde disqualifiziert, da er im Qualifying mehr als die erlaubte Anzahl Runden gefahren war.
3. ↑  Obwohl er sich nicht qualifiziert hatte, wurde Duval erlaubt zu starten, da er im freien Training ausreichend schnell gewesen war.

### Rennen
| Pos. | Fahrer                 | Team                            | Runden | Zeit        | Start | Schnellste Runde |
| ---- | ---------------------- | ------------------------------- | ------ | ----------- | ----- | ---------------- |
| 01   | Sébastien Buemi        | Renault e.dams                  | 51     | 51:05,488   | 01    | 0:54,978 (45.)   |
| 02   | Lucas di Grassi        | ABT Schaeffler Audi Sport       | 51     | + 0,320     | 02    | 0:54,863 (44.)   |
| 03   | Nick Heidfeld          | Mahindra Racing Formula E Team  | 51     | + 13,678    | 08    | 0:55,260 (14.)   |
| 04   | Nelson Piquet jr.      | NextEV NIO                      | 51     | + 19,074    | 03    | 0:55,272 (15.)   |
| 05   | Maro Engel             | Venturi Formula E Team          | 51     | + 19,518    | 05    | 0:55,549 (16.)   |
| 06   | Felix Rosenqvist       | Mahindra Racing Formula E Team  | 51     | + 19,599    | 06    | 0:55,512 (16.)   |
| 07   | Daniel Abt             | ABT Schaeffler Audi Sport       | 51     | + 20,430    | 09    | 0:55,383 (15.)   |
| 08   | Esteban Gutiérrez      | Techeetah                       | 51     | + 32,295    | 13    | 0:55,251 (18.)   |
| 09   | Nicolas Prost          | Renault e.dams                  | 51     | + 35,667    | 18    | 0:55,361 (15.)   |
| 10   | Mitch Evans            | Panasonic Jaguar Racing         | 51     | + 38,410    | 14    | 0:55,555 (18.)   |
| 11   | António Félix da Costa | Andretti Formula E              | 51     | + 1:08,330  | 16    | 0:55,485 (09.)   |
| 12   | Robin Frijns           | Andretti Formula E              | 51     | + 1:14,053  | 12    | 0:55,479 (17.)   |
| 13   | Oliver Turvey          | NextEV NIO                      | 50     | + 1 Runde   | 15    | 0:55,622 (20.)   |
| 14   | Adam Carroll           | Panasonic Jaguar Racing         | 50     | + 1 Runde   | 17    | 0:55,959 (50.)   |
| 15   | Stéphane Sarrazin      | Venturi Formula E Team          | 49     | + 2 Runden  | 11    | 0:54,490 (49.)   |
| —    | José María López       | DS Virgin Racing Formula E Team | 43     | DNF         | 07    | 0:53,909 (32.)   |
| —    | Jérôme D’Ambrosio      | Faraday Future Dragon Racing    | 43     | DNF         | 19    | 0:53,869 (40.)   |
| —    | Loïc Duval             | Faraday Future Dragon Racing    | 40     | + 11 Runden | 20    | 0:54,288 (34.)   |
| —    | Sam Bird               | DS Virgin Racing Formula E Team | 36     | DNF         | 10    | 0:53,822 (24.)   |
| —    | Jean-Éric Vergne       | Techeetah                       | 20     | DNF         | 04    | 0:55,064 (16.)   |

Anmerkungen
1. ↑  Félix da Costa erhielt nachträglich eine Durchfahrtstrafe, die in eine 33-Sekunden-Zeitstrafe umgewandelt wurde, da er Turvey in der Boxengasse behindert hatte.

## Meisterschaftsstände nach dem Rennen
Die ersten zehn des Rennens bekamen 25, 18, 15, 12, 10, 8, 6, 4, 2 bzw. 1 Punkt(e). Zusätzlich gab es drei Punkte für die Pole-Position und einen Punkt für die schnellste Rennrunde.

### Fahrerwertung
| Pos. | Fahrer            | Team                            | Punkte |
| ---- | ----------------- | ------------------------------- | ------ |
| 01   | Sébastien Buemi   | Renault e.dams                  | 104    |
| 02   | Lucas di Grassi   | ABT Schaeffler Audi Sport       | 89     |
| 03   | Nicolas Prost     | Renault e.dams                  | 48     |
| 04   | Jean-Éric Vergne  | Techeetah                       | 40     |
| 05   | Sam Bird          | DS Virgin Racing Formula E Team | 34     |
| 06   | Nick Heidfeld     | Mahindra Racing Formula E Team  | 32     |
| 07   | Felix Rosenqvist  | Mahindra Racing Formula E Team  | 28     |
| 08   | Nelson Piquet jr. | NextEV NIO                      | 27     |
| 09   | Daniel Abt        | ABT Schaeffler Audi Sport       | 26     |
| 10   | Oliver Turvey     | NextEV NIO                      | 15     |
| 11   | Mitch Evans       | Panasonic Jaguar Racing         | 13     |

| Pos. | Fahrer                 | Team                            | Punkte |
| ---- | ---------------------- | ------------------------------- | ------ |
| 12   | Maro Engel             | Venturi Formula E Team          | 12     |
| 13   | António Félix da Costa | Andretti Formula E              | 10     |
| 14   | José María López       | DS Virgin Racing Formula E Team | 10     |
| 15   | Jérôme D’Ambrosio      | Faraday Future Dragon Racing    | 10     |
| 16   | Loïc Duval             | Faraday Future Dragon Racing    | 9      |
| 17   | Robin Frijns           | Andretti Formula E              | 8      |
| 18   | Esteban Gutiérrez      | Techeetah                       | 5      |
| 19   | Adam Carroll           | Panasonic Jaguar Racing         | 4      |
| 20   | Stéphane Sarrazin      | Venturi Formula E Team          | 1      |
| 21   | Qinghua Ma             | Techeetah                       | 0      |

### Teamwertung
| Pos. | Team                            | Punkte |
| ---- | ------------------------------- | ------ |
| 01   | Renault e.dams                  | 152    |
| 02   | ABT Schaeffler Audi Sport       | 115    |
| 03   | Mahindra Racing Formula E Team  | 60     |
| 04   | Techeetah                       | 45     |
| 05   | DS Virgin Racing Formula E Team | 44     |

| Pos. | Team                         | Punkte |
| ---- | ---------------------------- | ------ |
| 06   | NextEV NIO                   | 42     |
| 07   | Faraday Future Dragon Racing | 19     |
| 08   | Andretti Formula E           | 18     |
| 09   | Panasonic Jaguar Racing      | 17     |
| 10   | Venturi Formula E Team       | 13     |